# Mormonia ulalume
Mormonia ulalume är en fjärilsart som beskrevs av John Kern Strecker 1877. Mormonia ulalume ingår i släktet Mormonia och familjen nattflyn. Inga underarter finns listade i Catalogue of Life.